# Lista över fornlämningar i Orsa kommun
Lista över fornlämningar i Orsa kommun är en förteckning av ett urval av de fornlämningar som finns i Orsa kommun.

## Orsa
| Namn                                 | Lämningstyp                      | Tillkomsttid | Historisk indelning | Plats | Läge                 | ID-nr          | Bild                                 |
| ------------------------------------ | -------------------------------- | ------------ | ------------------- | ----- | -------------------- | -------------- | ------------------------------------ |
| Orsa 22:1                            | Gravfält                         |              | Orsa, Dalarna       |       | 61.085805, 14.596866 | 10237000220001 | Ladda upp en bild av detta fornminne |
| Orsa 83:1                            | Hög                              |              | Orsa, Dalarna       |       | 61.097000, 14.624456 | 10237000830001 | Ladda upp en bild av detta fornminne |
| Spirisby (Orsa 121:1)                | Fäbod                            |              | Orsa, Dalarna       |       | 61.097405, 14.859817 | 10237001210001 | Ladda upp en bild av detta fornminne |
| Västra Grunuberg (Orsa 125:1)        | Fäbod                            |              | Orsa, Dalarna       |       | 61.089161, 14.822435 | 10237001250001 | Ladda upp en bild av detta fornminne |
| Västra Skavåsen (Orsa 127:1)         | Fäbod                            |              | Orsa, Dalarna       |       | 61.057219, 14.742642 | 10237001270001 | Ladda upp en bild av detta fornminne |
| Östra Skavåsen (Orsa 128:1)          | Fäbod                            |              | Orsa, Dalarna       |       | 61.061283, 14.758448 | 10237001280001 | Ladda upp en bild av detta fornminne |
| Norder Icksjö (Orsa 131:1)           | Fäbod                            |              | Orsa, Dalarna       |       | 61.067643, 14.898522 | 10237001310001 | Ladda upp en bild av detta fornminne |
| Orsa 139:1                           | Gravfält                         |              | Orsa, Dalarna       |       | 61.082094, 14.598276 | 10237001390001 | Ladda upp en bild av detta fornminne |
| Orsa 140:1                           | Stensättning                     |              | Orsa, Dalarna       |       | 61.081265, 14.598480 | 10237001400001 | Ladda upp en bild av detta fornminne |
| Orsa 140:2                           | Röse                             |              | Orsa, Dalarna       |       | 61.081394, 14.598305 | 10237001400002 | Ladda upp en bild av detta fornminne |
| Orsa 142:1                           | Gravfält                         |              | Orsa, Dalarna       |       | 61.078426, 14.599034 | 10237001420001 | Ladda upp en bild av detta fornminne |
| Orsa 143:1                           | Gravfält                         |              | Orsa, Dalarna       |       | 61.073571, 14.597295 | 10237001430001 | Ladda upp en bild av detta fornminne |
| Orsa 145:1                           | Stensättning                     |              | Orsa, Dalarna       |       | 61.064245, 14.600212 | 10237001450001 | Ladda upp en bild av detta fornminne |
| Orsa 145:2                           | Stensättning                     |              | Orsa, Dalarna       |       | 61.064501, 14.599806 | 10237001450002 | Ladda upp en bild av detta fornminne |
| Utängsbyn (Orsa 149:1)               | Fäbod                            |              | Orsa, Dalarna       |       | 61.129361, 14.763473 | 10237001490001 | Ladda upp en bild av detta fornminne |
| Orsa 187:1                           | Stensättning                     |              | Orsa, Dalarna       |       | 61.493799, 14.448784 | 10237001870001 | Ladda upp en bild av detta fornminne |
| G:a kyrkog. i Kvarnberg (Orsa 199:1) | Begravningsplats                 |              | Orsa, Dalarna       |       | 61.445402, 14.866114 | 10237001990001 | Ladda upp en bild av detta fornminne |
| Orsa 236:1                           | Stensättning                     |              | Orsa, Dalarna       |       | 61.194851, 14.973799 | 10237002360001 | Ladda upp en bild av detta fornminne |
| Skräddar-Djurberga (Orsa 239:1)      | Fäbod                            |              | Orsa, Dalarna       |       | 61.262753, 14.845541 | 10237002390001 | Ladda upp en bild av detta fornminne |
| Mellan-Djurberga (Orsa 241:1)        | Fäbod                            |              | Orsa, Dalarna       |       | 61.268315, 14.854340 | 10237002410001 | Ladda upp en bild av detta fornminne |
| Labb-Djurberga (Orsa 242:1)          | Fäbod                            |              | Orsa, Dalarna       |       | 61.261605, 14.887706 | 10237002420001 | Ladda upp en bild av detta fornminne |
| Ödarv (Orsa 258:1)                   | Fäbod                            |              | Orsa, Dalarna       |       | 61.276405, 14.775960 | 10237002580001 | Ladda upp en bild av detta fornminne |
| Ången (Orsa 259:1)                   | Fäbod                            |              | Orsa, Dalarna       |       | 61.258366, 14.795422 | 10237002590001 | Ladda upp en bild av detta fornminne |
| Övre Tandberg (Orsa 275:1)           | Fäbod                            |              | Orsa, Dalarna       |       | 61.284024, 14.601096 | 10237002750001 | Ladda upp en bild av detta fornminne |
| Nedre Tandberg (Orsa 275:2)          | Fäbod                            |              | Orsa, Dalarna       |       | 61.280677, 14.605098 | 10237002750002 | Ladda upp en bild av detta fornminne |
| Bäckeråsen (Orsa 282:1)              | Fäbod                            |              | Orsa, Dalarna       |       | 61.289380, 14.647339 | 10237002820001 | Ladda upp en bild av detta fornminne |
| Orsa 317:1                           | Begravningsplats                 |              | Orsa, Dalarna       |       | 61.504215, 14.548012 | 10237003170001 | Ladda upp en bild av detta fornminne |
| Orsa 330:1                           | Begravningsplats                 |              | Orsa, Dalarna       |       | 61.383898, 14.918254 | 10237003300001 | Ladda upp en bild av detta fornminne |
| Orsa skans (Orsa 459:1)              | Fästning/skans                   |              | Orsa, Dalarna       |       | 61.146664, 14.650068 | 10237004590001 | Ladda upp en bild av detta fornminne |
| Orsa 556:1                           | Ristning, medeltid/historisk tid |              | Orsa, Dalarna       |       | 61.177584, 14.710946 | 10237005560001 | Ladda upp en bild av detta fornminne |
| Orsa 640                             | Ristning, medeltid/historisk tid |              | Orsa, Dalarna       |       | 61.150768, 15.041121 | 12000000118045 | Ladda upp en bild av detta fornminne |
| Orsa 641                             | Ristning, medeltid/historisk tid |              | Orsa, Dalarna       |       | 61.150737, 15.040472 | 12000000118046 | Ladda upp en bild av detta fornminne |
| Orsa 643                             | Ristning, medeltid/historisk tid |              | Orsa, Dalarna       |       | 61.150433, 15.040739 | 12000000118048 | Ladda upp en bild av detta fornminne |